# Norman Kitz
Norman Kitz, eigentlich Norbert Kitz, war ein britischer Konstrukteur von Rechenmaschinen. Er baute die erste elektronische Tischrechenmaschine Sumlock Anita (1961).
Kitz studierte am Birkbeck College der Universität London bei Andrew D. Booth (1918–2009), der schon Ende der 1940er Jahre Ideen zu elektronischen Tischrechenmaschinen hatte. Kitz baute einen solchen Computer (Simple Electronic Computer, SEC) nach Ideen von Booth Ende der 1940er Jahre als Thema seiner Diplomarbeit (Master of Science) als Elektroingenieur. Er erhielt sein Diplom 1951 mit der Diplomarbeit A discussion of automatic digital high speed calculating machines with special reference to SEC- a Simple Electronic Computer. Danach arbeitete er für English Electric im National Physical Laboratory in Teddington am Pilot ACE Projekt von Alan Turing, dessen kommerzielle Version der DEUCE (1955) von English Electric war.

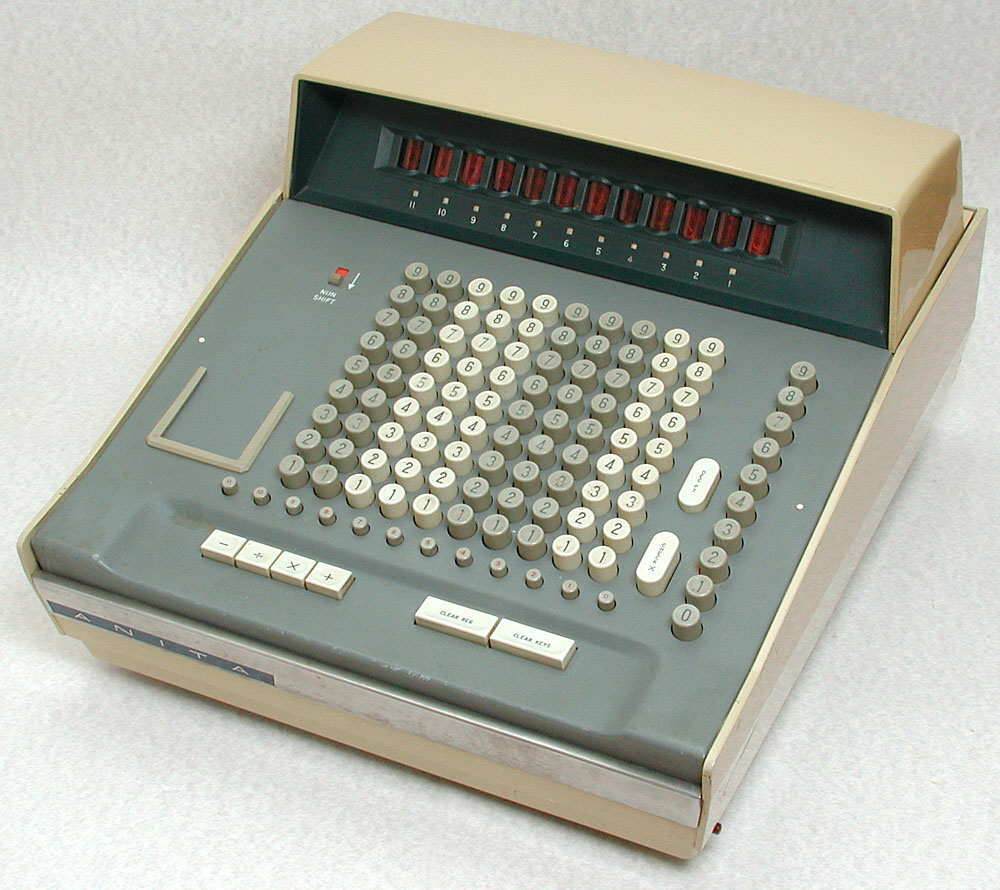
Anita Mark VIII

Anschließend ging er zu Bell Punch, einem Hersteller mechanischer Geräte – ihren Namen hatten sie von einem Entwertungsautomaten für Bahnen und Busse, der nach dem Entwerten klingelte. Außerdem stellten sie mechanische Rechengeräte her. Kitz schlug 1956 den Direktoren die Herstellung elektronischer Geräte vor und leitete die Entwicklung der ersten voll elektronischen kommerziell erhältlichen Tischrechenmaschine, der Sumlock Anita, deren Prototyp 1958 präsentiert wurde und die im Oktober 1961 der Öffentlichkeit (auf Messen in England und Hamburg) präsentiert wurde. Die Rechner benutzten Vakuumröhren (unter anderem Dekatrone, Kaltkathodenröhren) und für die Anzeige Nixie-Röhren. Sie verwendeten intern dezimale Arithmetik statt binärer. Bis 1964 wurden 10.000 Exemplare verkauft.
Rechner unter dem Namen Anita wurden bis in die 1970er Jahre produziert, allerdings schon seit den 1960er Jahren mit Transistoren und später integrierten Schaltkreisen. 1966 waren sie eine Firma unter eigenem Namen (Sumlock Anita), die 1973 von Rockwell International aufgekauft wurde, die die Produktion 1976 einstellten.